# 小行星268669
小行星268669（268669 Bunun），臨時編號2006 FA，是一顆位於小行星帶的小行星。由就讀於廣州中山大學的中國天文愛好者葉泉志和台灣國立中央大學的楊庭彰於2006年3月18日發現。
2013年4月25日以鹿林天文台所在玉山國家公園塔塔加地區範圍內的台灣原住民族布農族命名。